# ゲームジャム

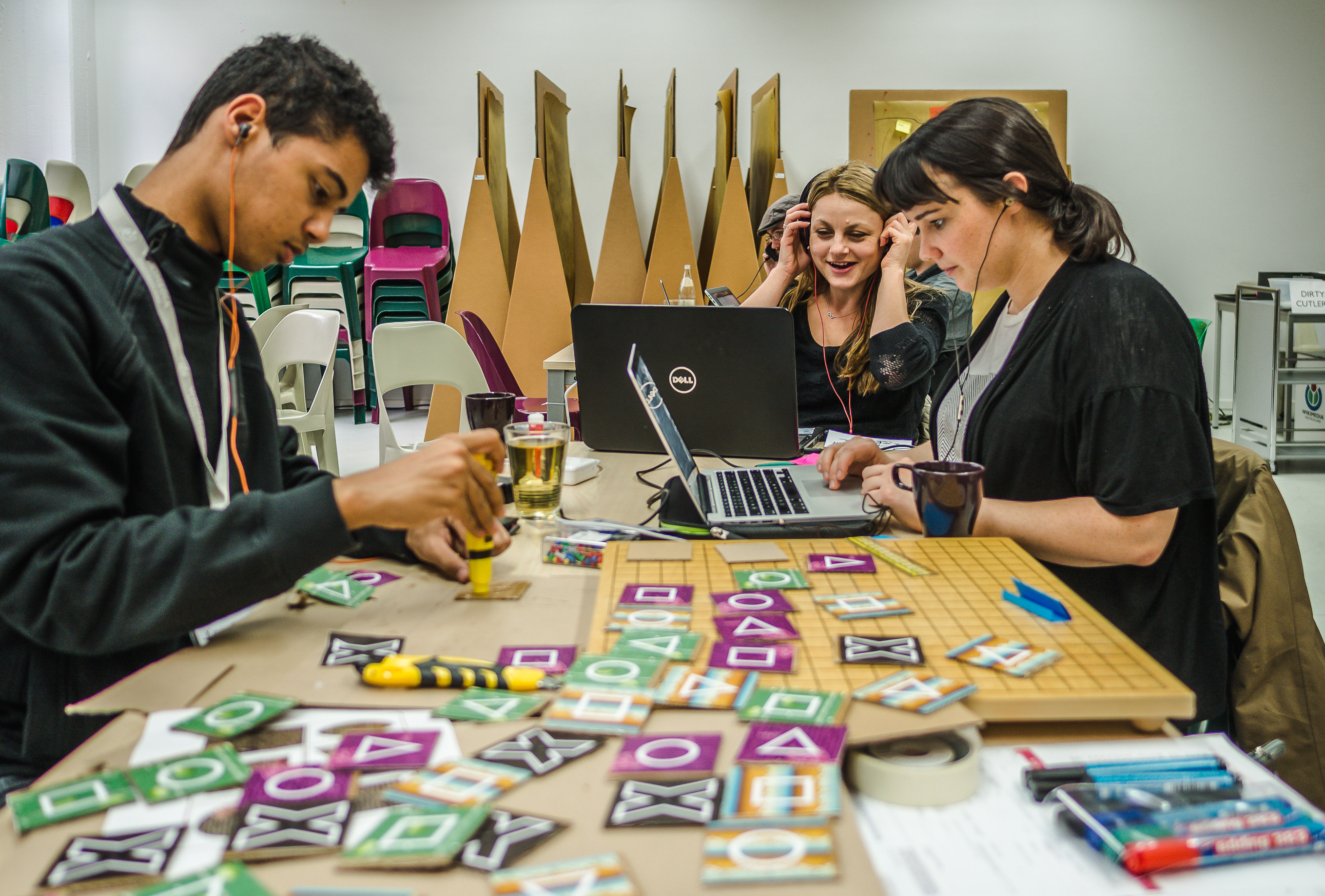
2015年にドイツのベルリンで行われた「Free Knowledge Game Jam 2015」の様子

ゲームジャム（英: game jam）とは、ゲームクリエイターが集まり短時間でゲームを制作するイベントのことである。ここで言うゲームクリエイターは一般的にプログラマ、ゲームデザイナ、ゲームアーティストで構成される。
ゲームジャムでは大抵ビデオゲームが制作されることが多いが、今日においてはボードゲームも制作されることが多くなっている。

## 歴史
ゲームジャムはゲームとジャムセッションの合成語である。ジャムセッションとは、ミュージシャンが新たな素材や演奏を開発するために、ほとんど又はまったく事前準備なしに音楽をつくりだす行為を指している。同様にゲームジャムとはゲームクリエイターが実験的なアイデアをもとにプレイ可能なゲームへとプロトタイプをつくりあげるイベントである。
2002年3月、ゲームクリエイターだった クリス・ヘッカー と ショーン・バレット は ダグ・チャーチ 、ジョナサン・ブロー、ケイシー・ムラトーリと大量のスプライトを描画するのに特化したゲームエンジンを開発する際に、大量のスプライト描画を行える現代的なハードウェアの性能に興味を持った。ヘッカーとバレットはこの新しいエンジンを使った革新的なビデオゲームを作る目的でオークランドにあるヘッカーの仕事場に小規模ゲーム開発チームを招待した。彼らはこのゲームデザインとプログラミングのイベントに 0th Indie GameJam と名づけ、「ゲーム業界に実験とイノベーションとを呼びかける」ことを目指した。

## 開催形式

### 場所

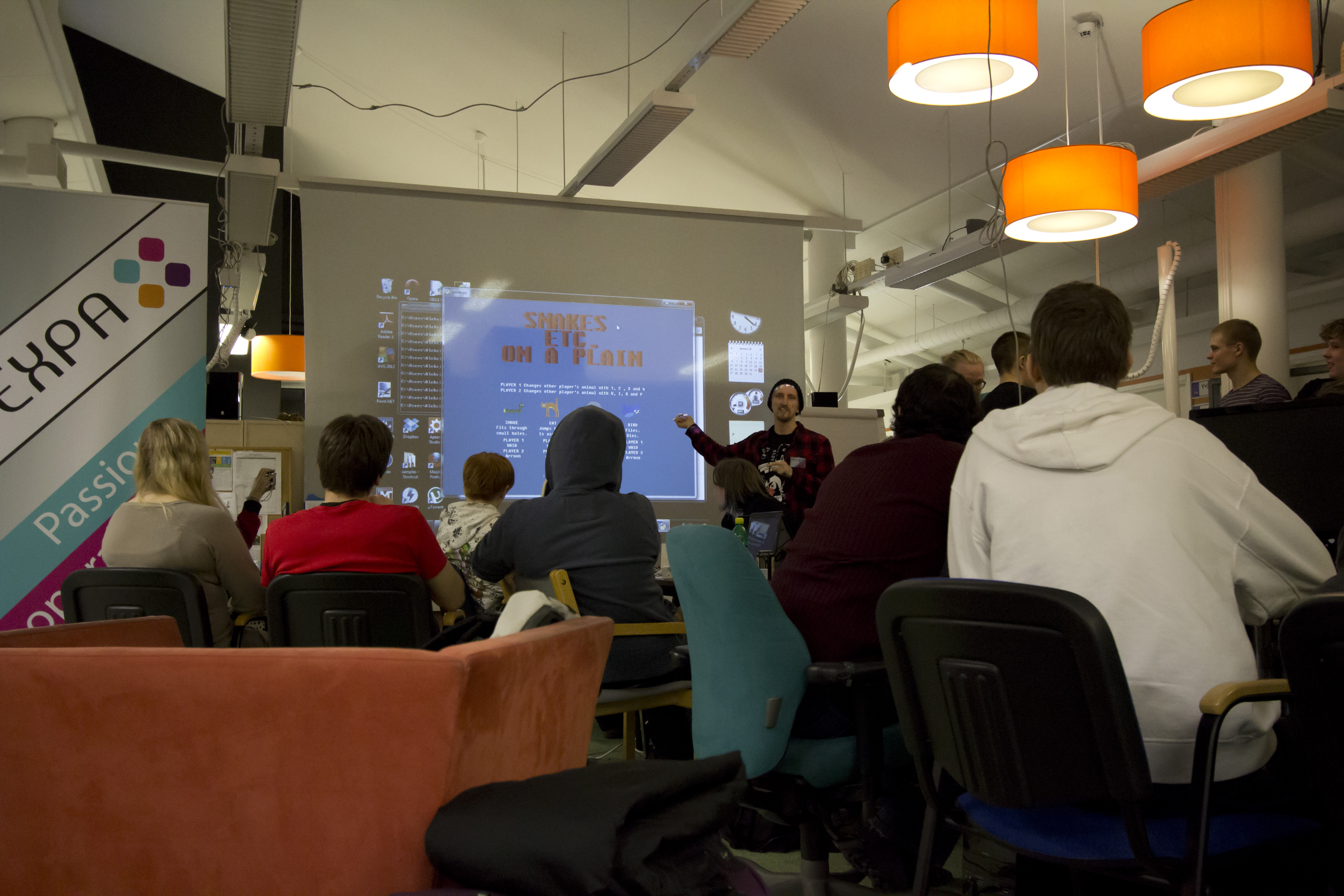
2014年にフィンランドのユヴァスキュラで行われた「グローバルゲームジャム2014」の様子

ゲームジャムはローカルイベントとして、大学や専門学校、コワーキングスペース、会議室などで開催される事もある。またグローバルゲームジャムは世界で同時開催され、2016年には93カ国、630か所以上で開催された。

### 時間制限
基本的にゲームジャムには、数時間から数日などの時間制限が存在する。これには締め切りの圧力を感じさせ、創造的なアイデアを引き出す役割がある。

### テーマ
ゲームジャムにはテーマが出される事があり、開発者はこれに従わなければならない。テーマはイベントが始まる少し前に発表されることが多く、これは参加者が前もって内容を計画したり、素材を作るのを妨げる働きもしている。加えてその場であった人達と創造的な考えを作るためという理由ももある。

#### 事例
Ludum Dareは、ゲームジャムの中でも順位を競うイベントで第24回目は「進化」がテーマだった。Ludum Dareのルールでは、競争の参加者はテーマに沿ったゲームを作らねばならないが、ルールによればテーマは自由なやり方で翻案しても構わない。

### 技術
ゲームの種類によって使用する技術が異なり、それぞれ内容が異なる。
ビデオゲームジャムのチームではプログラマとアーティストが最も技術を使う。プログラマであれば昨今はUnityやUnreal Engine、Cocos2d などのゲームエンジンを使う事が多い、またRPGツクール、JavaScriptやDirectXのライブラリなどを使うこともある。アーティストは素材を作る 際に、画像編集ソフト(Adobe Photoshop や GIMP等)やモデリングソフト( Autodesk Maya や Blender等)などを使う。